# Sztojcso Sztoilov
Sztojcso Sztoilov (bolgár nyelven: Стойчо Стоилов) (Blagoevgrad, 1971. október 15. –) bolgár válogatott labdarúgó.

## Pályafutása
Pályafutása során játszott a Pirin Blagoevgrad, a CSZKA Szofija, a Dobrudzsa Dobrics, a Litex Lovecs és a Nürnberg csapataiban, utóbbiban német másodosztály bajnoka lett.
1998 és 2001 között volt a bolgár labdarúgó-válogatott tagja 10 mérkőzésen. A válogatott tagjaként részt vett az 1998-as világbajnokságon.

## Sikerei, díjai
- CSZKA Szofija
  - Bolgár bajnok: 1991–92
- Litex Lovecs
  - Bolgár bajnok: 1997–98, 1998–99
- 1. FC Nürnberg
  - Bundesliga 2: 2000–01